# Opfikon
Opfikon (toponimo tedesco) è un comune svizzero di 19 599 abitanti del Canton Zurigo, nel distretto di Bülach; ha lo status di città.

## Geografia fisica
Il territorio è pianeggiante, con il punto più basso a 420,4 m s.l.m. ed il punto più alto a 481 m s.l.m.

## Monumenti e luoghi d'interesse

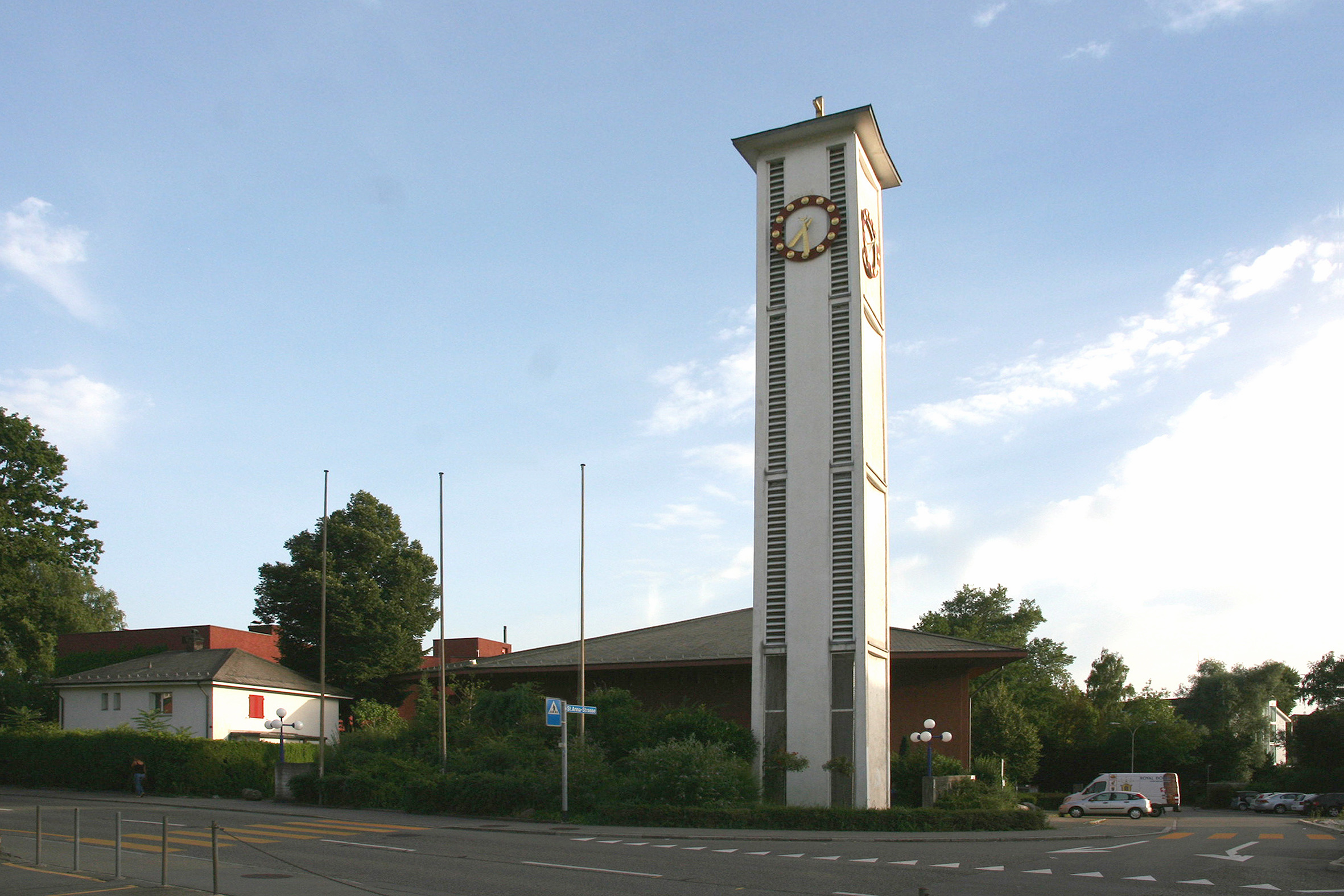
La chiesa di Sant'Anna

- Chiesa riformata, eretta nel 1956-1957[1];
- Chiesa cattolica di Sant'Anna, eretta nel 1956[1].

## Società

### Evoluzione demografica
L'evoluzione demografica è riportata nella seguente tabella:
Abitanti censiti

## Economia
Grazie anche alla sua posizione favorevole tra il centro città e l'aeroporto di Zurigo, diverse grandi aziende hanno la loro sede centrale a Opfikon. Adecco è uno dei maggiori fornitori mondiali di servizi per il personale e allo stesso tempo uno dei maggiori datori di lavoro del pianeta. Swissport è la più grande società di servizi al mondo per le compagnie aeree e gli aeroporti.  Hotelplan è il più grande tour operator svizzero e la sua filiale Interhome fornisce circa 50.000 case e appartamenti per vacanze in 31 paesi. Il Gruppo Nuance gestisce 400 negozi in 60 aeroporti in 20 paesi. Trivadis è un'azienda di servizi IT indipendente con 700 dipendenti in 14 sedi in Svizzera, Germania, Austria e Danimarca. La VBG Verkehrsbetriebe Glattal AG gestisce i trasporti pubblici nelle regioni di Glattal e Furttal e nell'area di Effretikon/Volketswil su incarico dell'Associazione dei trasporti di Zurigo (ZVV) come azienda con responsabilità di mercato (MVU). A queste si aggiungono Mondelez Europe e Cadillac Europe, nonché la compagnia aerea svizzera Zimex.

## Infrastrutture e trasporti

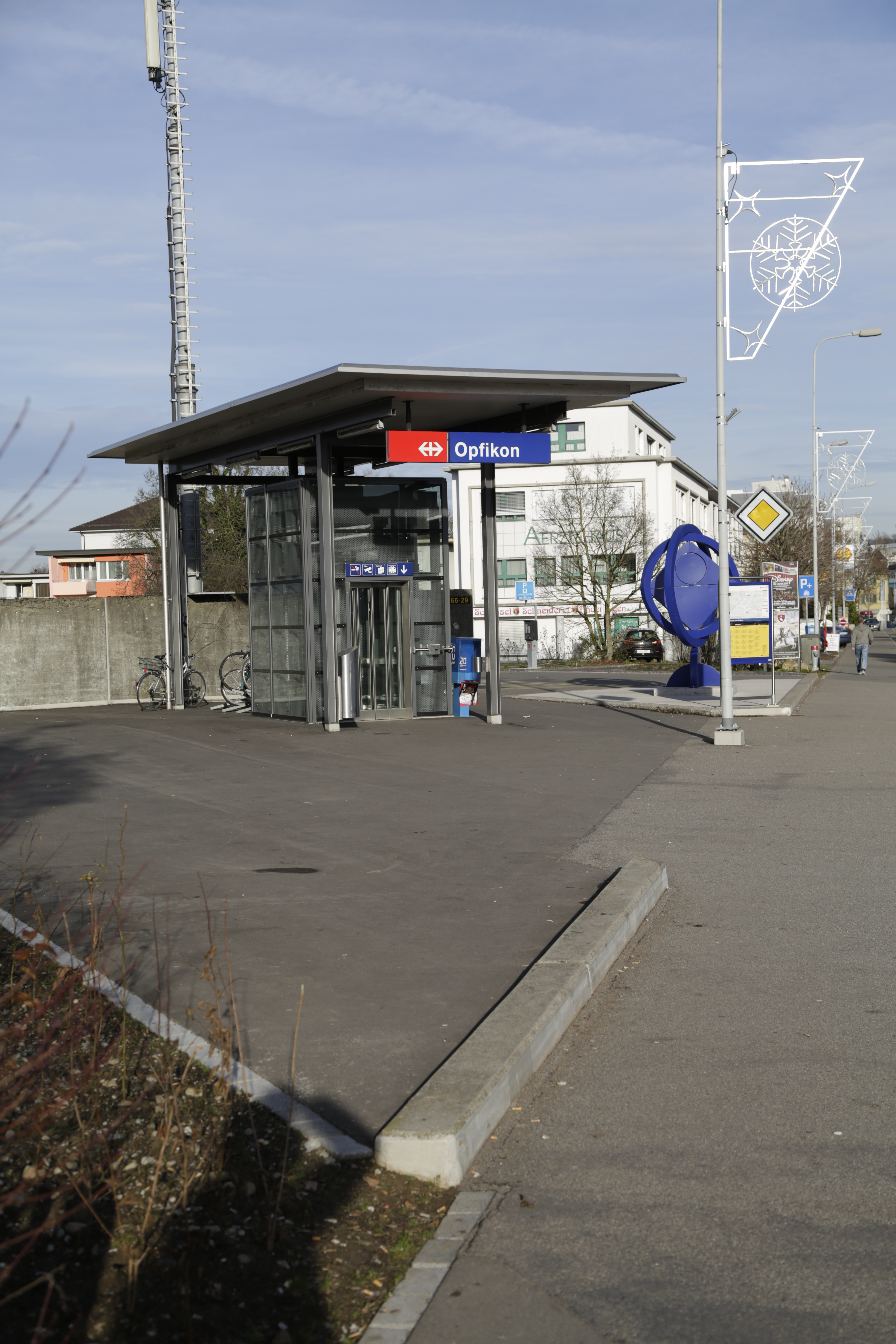
La stazione di Opfikon

Opfikon ha due stazioni ferroviarie, che distano solo 200 metri l'una dall'altra. La stazione sotterranea "Opfikon", sulla ferrovia Wettingen-Effretikon, è servita dalla S7 Winterthur - Kloten - Zurigo - Meilen - Rapperswil. La stazione "Glattbrugg", sulla ferrovia Oerlikon-Bülach, è servita dalla S9 Sciaffusa - Bülach - Zurigo - Uster e dalla S15 Niederweningen - Zurigo - Uster - Rapperswil. I tram 10 e 12 in direzione dell'aeroporto si fermano anche alla stazione "Glattbrugg".

## Amministrazione
Ogni famiglia originaria del luogo fa parte del cosiddetto comune patriziale e ha la responsabilità della manutenzione di ogni bene ricadente all'interno dei confini del comune.